# Daniel López (Fußballspieler, 1969)
Daniel Fernando López Rojas (* 6. März 1969 in Ovalle) ist ein ehemaliger chilenischer Fußballspieler. Der Abwehrspieler absolvierte drei Länderspiele.

## Karriere

### Verein
Daniel López begann seine Profikarriere 1988 bei Coquimbo Unido. 1992 wechselte der zentrale Verteidiger zu Universidad Católica, wo er bis 1997 blieb. Mit dem Universitätsklub gewann López 1995 die Copa Chile und die Copa Interamericana 1994. Zudem erreichte der Abwehrspieler mit Universidad Católica das Finale der Copa Libertadores 1993. Nach einem kurzen Aufenthalt bei Deportes Antofagasta kehrte López zu Coquimbo zurück und spielte nochmal drei Jahre für den Klub. Seine letzten Karrierejahre verbrachte der 1,80 m große Defensivmann bei Audax Italiano. 2003 bestritt er sein letztes Spiel im Profifußball.

### Nationalmannschaft
Daniel López stand im Kader der chilenischen Nationalmannschaft unter Arturo Salah für die Copa América 1993. Er kam dort allerdings nicht zum Einsatz, sondern debütierte erst im März 1994 im Freundschaftsspiel gegen Frankreich. Wenige Tage später absolvierte der Defensivakteur zwei weitere Freundschaftsspiele. Danach kam er nicht mehr für La Roja zum Einsatz.

## Erfolge
Universidad Católica
- Chilenischer Pokalsieger: 1995
- Copa Interamericana: 1994